# Бахрам VI
Бахрам VI Чобин (владао 590 — 591) је био један од највећих персијских хероја, утицајни војсковођа, који је узурпирао власт легитимном цару Хозроју II. Немоћан да се одржи на престолу, јер је Хозроја подржао византијски цар Маврикије, морао је да пребегне Турцима, некада непријатељима, код којих се напослетку уздигао до највишег достојанства. Према предању био је отрован (по налогу персијског цара?).